# Nicolas Cage
Nicolas Cage (n. 7 ianuarie 1964, Long Beach, California, SUA) este pseudonimul lui Nicolas Kim Coppola, un actor american, laureat al Premiului Academiei Americane de Film în 1996 pentru cel mai bun actor în rol principal, pentru rolul său din filmul Leaving Las Vegas.
Și-a început cariera în televiziune în anul 1981.
În total a jucat în peste 108 de filme inclusiv Face/Off (1997), Ghost Rider (2007) și Knowing (2009). A fost căsătorit de 3 ori Patricia Arquette, Lisa Marie Presley și Alice Kim Cage cu care este încă însurat; și are 2 copii: Weston Coppola Cage și Kal-El Coppola Cage.

## Copilăria
Nicolas Cage s-a născut în Long Beach, California. Tatăl său, August Coppola, a fost profesor de literatură iar mama sa, Joy Vogelsang, este dansatoare și coreograf; ei au divorțat în 1976. Mama sa era de origine germană iar tatăl său de origine italiană. Cage este nepotul regizorului Francis Ford Coppola și este văr cu regizorii Roman Coppola și Sofia Coppola.
Are doi frați, unul dintre ei fiind regizorul Christopher Coppola și celălalt Marc „The Cope“ Coppola, o personalitate radio în New York. A urmat studiile la liceul din Berverly Hills urmând să meargă la Școala de Teatru, Film și Televiziune de la UCLA. Prima piesă de teatru în care a jucat a fost Golden Boy. Îl consideră pe James Dean drept principala sursă de inspirație pentru propria sa carieră.

## Cariera
Pentru a evita orice formă de nepotism fiind nepotul lui Francis Ford Coppola, a decis să-și schimbe numele din Nicolas Coppola în Nicolas Cage, nume inspirat de supereroul Marvel Luke Cage. A colaborat cu unchiul sau în filmele „Rumble Fish“ și „Peggy Sue Got Married“.
În 1987 a jucat în comedia romantică numită „Moonstruck“ împreună cu Cher; în comedia cult S-a furat Arizona, filmul Wild at Heart regizat de David Lynch în 1990; a avut un rol principal în 1999 în filmul Bringing Out the Dead regizat de Martin Scorsese și ca să nu uităm de rolul lui foarte bine jucat în filmul Matchstick Men în 2003.
A fost nominalizat de 2 ori pentru un Oscar, câștigând odată în rolul unui alcoolic sinucigaș în Leaving Las Vegas. Cealaltă nominalizare a venit pentru rolul dublu din filmul Hoțul de orhidee. În ciuda acestor succese, marea majoritate a filmelor de la începutul carierei nu au avut cele mai bune încasări, spre exemplu filmul 8mm care nu a vândut cele mai multe bilete dar este acum considerat un film foarte bun.
Pentru rolul din filmul Captains Corelli's Mandolin a învățat să cânte la mandolină. Filmele Lord of War și The Weather Man care au apărut în 2005 și în care Nicolas Cage a avut rolul principal nu au avut vânzări foarte bune în ciuda criticilor pozitive pe care Cage le-a primit pentru aceste filme.
În decembrie 2006, Cage a anunțat la festivalul internațional de film din Bahamas ca plănuiește să reducă din activitatea sa în filme și să încerce să urmărească alte interese în viața lui: „Am făcut foarte multe filme deja și simt că ar trebui să explorez și alte oportunități fie ele o pasiune către scris sau alte pasiuni pe care le voi găsi pe parcurs.“
În 2008 Cage a jucat rolul unui asasin plătit care se răzgândește în mijlocul unei misiuni în filmul Bangkok Dangerous.
În 2009 a jucat în filmul științifico-fantastic Knowing rolul unui profesor care studiază conținutul unei capsule care a fost îngropată timp de 50 de ani.
Tot în 2009 a jucat în filmul Bad Lieutenant: Port of Call New Orleans unde are rolul unui polițist corupt care este încurcat în jocuri de noroc, trafic de droguri și probleme cu alcoolul. Partenera lui Cage din acest film a fost Eva Mendes.
În anul 2011 a jucat în filmul Ghost Rider, filmat la Sibiu.
Interpretează eroi ușor desueți prin cumsecădenia lor, victime ale întâmplării și ale femeilor, un fel de James Stewart din cartierul Little Italy al anilor ’80 - ’90.